# (29829) Engels
(29829) Engels ist ein Asteroid des Hauptgürtels, der am 14. März 1999 vom italienischen Astronomen Matteo Santangelo am Monte-Agliale-Observatorium (Osservatorio Astronomico di Monte Agliale) (IAU-Code 159) bei Borgo a Mozzano in der Provinz Lucca entdeckt wurde.
Benannt wurde der Asteroid am 30. März 2010 nach dem deutschen Philosophen, Gesellschaftstheoretiker, Historiker, Journalisten und kommunistischen Revolutionär Friedrich Engels (1820–1895), der den Grundstein für den späteren dialektischen Materialismus legte und 1848 gemeinsam mit Karl Marx das Kommunistische Manifest verfasste.